# 2. Inline-Skaterhockey-Bundesliga 2011
Die Saison 2011 war eine Spielzeit der zweithöchsten Liga im deutschen Inline-Skaterhockey und begann am 27. Februar 2011 in der Nordstaffel mit der Partie Holtenau Huskies gegen die Flensborg Vikings. Es nahmen 17 Mannschaften an der von der ISHD organisierten Liga teil, davon jeweils neun in der Nordstaffel und acht in der Südstaffel. Meister der Liga wurden im Norden die Rostocker Nasenbären sowie der TSV Bernhardswald im Süden.

## Teilnehmer

### 2. Bundesliga Nord
| Klub                        | Standort      | Vorjahr                         |    |
| --------------------------- | ------------- | ------------------------------- | -- |
| Bissendorfer Panther II     | Wedemark      | 2.                              |    |
| Bremerhaven Whales          | Bremerhaven   | 4.                              | 4. |
| Hamburg Sharks              | Hamburg       | 3.                              |    |
| Holtenau Huskies            | Kiel          | 7.                              |    |
| Flensborg Vikings           | Flensburg     | Aufsteiger aus der Regionalliga |    |
| Salt City Boars Lüneburg    | Lüneburg      | Absteiger aus der 1. Bundesliga |    |
| Rostocker Nasenbären        | Rostock       | Absteiger aus der 1. Bundesliga |    |
| Fireballs Sterkrade         | Oberhausen    | 6.                              |    |
| Wilhelmshaven Jade Warriors | Wilhelmshaven | 5.                              |    |

### 2. Bundesliga Süd
| Klub                | Standort               | Vorjahr                         |                                 |
| ------------------- | ---------------------- | ------------------------------- | ------------------------------- |
| RSC Aachen          | Aachen                 | Aufsteiger aus der Regionalliga |                                 |
| TSV Bernhardswald   | Bernhardswald          | 4.                              |                                 |
| Hotdogs Bräunlingen | Bräunlingen            | Absteiger aus der 1. Bundesliga | Absteiger aus der 1. Bundesliga |
| Deggendorf Pflanz   | Deggendorf             | 5.                              |                                 |
| Dragons Heilbronn   | Heilbronn              | 3.                              |                                 |
| Langenfeld Devils   | Langenfeld (Rheinland) | 6.                              |                                 |
| HC Merdingen        | Merdingen              | 2.                              |                                 |
| Commanders Velbert  | Velbert                | 7.                              |                                 |

## Vorrunde

### 2. Bundesliga Nord
|    | Mannschaft                  | Sp | S  | U | N  | Tore    | +/-  | P  |
| -- | --------------------------- | -- | -- | - | -- | ------- | ---- | -- |
| 1. | Rostocker Nasenbären        | 16 | 13 | 1 | 2  | 182:087 | +095 | 27 |
| 2. | Bremerhaven Whales          | 16 | 9  | 3 | 4  | 139:096 | +043 | 21 |
| 3. | Salt City Boars Lüneburg    | 16 | 9  | 3 | 4  | 113:082 | +031 | 21 |
| 4. | Bissendorfer Panther II     | 16 | 8  | 3 | 5  | 096:093 | +003 | 19 |
| 5. | Wilhelmshaven Jade Warriors | 16 | 8  | 2 | 6  | 134:102 | +032 | 18 |
| 6. | Fireballs Sterkrade         | 16 | 8  | 2 | 6  | 111:112 | −001 | 18 |
| 7. | Holtenau Huskies            | 16 | 6  | 1 | 9  | 071:106 | −035 | 13 |
| 8. | Hamburg Sharks              | 16 | 3  | 0 | 13 | 078:162 | −084 | 06 |
| 9. | Flensborg Vikings           | 16 | 0  | 1 | 15 | 054:138 | −084 | 01 |

### 2. Bundesliga Süd
|    | Mannschaft          | Sp | S  | U | N | Tore    | +/-  | P  |
| -- | ------------------- | -- | -- | - | - | ------- | ---- | -- |
| 1. | TSV Bernhardswald   | 14 | 12 | 2 | 0 | 118:049 | +069 | 26 |
| 2. | HC Merdingen        | 14 | 8  | 2 | 4 | 096:085 | +011 | 18 |
| 3. | Hotdogs Bräunlingen | 14 | 6  | 2 | 6 | 081:072 | +009 | 14 |
| 4. | Commanders Velbert  | 14 | 5  | 2 | 7 | 073:088 | −015 | 12 |
| 5. | Langenfeld Devils   | 14 | 6  | 0 | 8 | 079:095 | −016 | 12 |
| 6. | RSC Aachen          | 14 | 5  | 1 | 8 | 083:091 | −008 | 11 |
| 7. | Deggendorf Pflanz   | 14 | 4  | 2 | 8 | 066:080 | −014 | 10 |
| 8. | Dragons Heilbronn   | 14 | 4  | 1 | 9 | 075:111 | −036 | 09 |

## Trivia
- Die Rostocker Nasenbären verzichten auf das Relegationsspiel für den Aufstieg in die 1. Bundesliga.[1]
- Die Wilhelmshaven Jade Warrior, sportlich den Klassenerhalt geschafft, treten freiwillig den Abstieg in die Regionalliga an.